# Model Blacka
Model Blacka – model matematyczny w analizie portfelowej służący inwestorom do pomocy w wyborze portfela inwestycyjnego. Jest on poszerzeniem modelu Markowitza o dopuszczenie nieograniczonej krótkiej sprzedaży. Zatem zbiorem portfeli dopuszczalnych w tym modelu jest cała płaszczyzna k-wymiarowa:
{\displaystyle x_{1}+x_{2}+\ldots +x_{k}=1.}
Oznacza to, że ze zbioru k spółek inwestor dobiera portfel tak, aby suma wszystkich walorów w portfelu była równa początkowemu kapitałowi L. Czyli matematycznie możemy to zapisać w postaci:
{\displaystyle L+\sum _{j\in J}A_{j}=\sum _{i\in I}A_{i},}
gdzie {\displaystyle J\subseteq \{1,\dots ,k\}} jest zbiorem indeksów spółek, których akcje inwestor sprzedał, {\displaystyle I\subseteq \{1,\dots ,k\}} jest zbiorem indeksów spółek, których akcje inwestor kupił, a {\displaystyle A_{l}} oznacza wartość akcji {\displaystyle l}-tej spółki. Oznacza to, że jeśli zapiszemy ten wzór trochę inaczej:
{\displaystyle 1=\sum _{i\in I}{\frac {A_{i}}{L}}+\sum _{j\in J}{\frac {-A_{j}}{L}},}
to dostajemy naszą płaszczyznę, bo możemy oznaczyć {\displaystyle x_{i}={\frac {A_{i}}{L}}} dla {\displaystyle i\in I} i {\displaystyle x_{j}={\frac {-A_{j}}{L}}} dla {\displaystyle j\in J.}

## Sformułowanie problemu
Patrzenie na model Blacka, jako na poszerzenie modelu Markowitza jest uzasadnione tym, że podstawowe wzory na stopę zwrotu (wartość oczekiwaną) i ryzyko (wariancję) pozostają bez zmian. Mamy więc:
{\displaystyle E=\mu ^{T}x}
oraz
{\displaystyle \sigma ^{2}=x^{T}\Sigma x.}
W modelu Blacka definiujemy dodatkowe wielkości ułatwiające zapis kolejnych wzorów. Są to:
{\displaystyle \alpha =\mu ^{T}\Sigma ^{-1}\mu ,}
{\displaystyle \beta =\mu ^{T}\Sigma ^{-1}e,}
{\displaystyle \gamma =e^{T}\Sigma ^{-1}e,}
gdzie {\displaystyle e} jest wektorem złożonym z samych jedynek.

## Prosta krytyczna
Jest to zbiór punktów krytycznych odwzorowania prowadzącego z płaszczyzny
{\displaystyle x_{1}+\ldots +x_{k}=1}
na płaszczyznę {\displaystyle \mathbb {R} ^{2}(\sigma ^{2},E).}
W modelu Blacka, przy założeniu, że {\displaystyle \Sigma } jest dodatnio określona oraz {\displaystyle \mu \not \parallel e,} zbiór punktów krytycznych tworzy prostą {\displaystyle \{x(E):E\in \mathbb {R} \}} zadaną wzorem:
{\displaystyle x(E)=(\alpha \gamma -\beta ^{2})^{-1}\Sigma ^{-1}\left({\begin{vmatrix}E&\beta \\1&\gamma \end{vmatrix}}\mu +{\begin{vmatrix}\alpha &E\\\beta &1\end{vmatrix}}e\right)}

## Pocisk Markowitza
Jest obrazem prostej krytycznej na płaszczyźnie
{\displaystyle \mathbb {R} ^{2}(\sigma ^{2},E).}
W modelu Blacka jest to prawa gałąź (dla {\displaystyle \sigma >0}) hiperboli zadanej wzorem:
{\displaystyle {\frac {\sigma ^{2}}{a^{2}}}-{\frac {(E-E_{0})^{2}}{b^{2}}}=1,}
gdzie {\displaystyle a={\frac {1}{\sqrt {\gamma }}},b={\frac {\sqrt {\alpha \gamma -\beta ^{2}}}{\gamma }},E_{0}={\frac {\beta }{\gamma }}.}
Zauważmy, że tangens połowy kąta pomiędzy asymptotami pocisku Markowitza wynosi:
{\displaystyle {\frac {a}{b}}={\sqrt {\frac {\alpha \gamma -\beta ^{2}}{\gamma }}}.}

## Granica minimalna, portfel minimalnego ryzyka, granica efektywna

### Granica minimalna
Podobnie jak w modelu Markowitza istnieje granica minimalna w modelu Blacka, zdefiniowana w ten sam sposób, czyli jako zbiór lewych końców przecięcia obrazu na płaszczyźnie {\displaystyle \mathbb {R} ^{2}(\sigma ^{2},E)} z prostymi {\displaystyle E=const.}

### Portfel minimalnego ryzyka
Portfel minimalnego ryzyka w tym modelu daje się zapisać konkretnym wzorem:
{\displaystyle x_{min}={\frac {\Sigma ^{-1}e}{\gamma }}.}

### Granica efektywna
Analogicznie jak w modelu Markowitza, w dużym uproszczeniu jest to zbiór portfeli, które mają wyższą stopę zwrotu przy tym samym ryzyku. Geometrycznie jest to górna część granicy minimalnej, czyli portfele leżące ponad portfelem minimalnego ryzyka.

## Portfele optymalne względem funkcji użyteczności
Portfelem optymalnym względem funkcji użyteczności jest portfel, który minimalizuje jej wartość oczekiwaną, czyli oczekiwaną użyteczność. Geometrycznie jest to punkt przecięcia obrazu portfeli na płaszczyźnie {\displaystyle R^{2}(\sigma ^{2},E)} z tą krzywą obojętności funkcji użyteczności, która jako pierwsza do niego dociera. Punkt ten leży na granicy minimalnej.

## Przykład 1
{\displaystyle \Sigma ={\begin{bmatrix}9&3&1\\3&2&2\\1&2&4\end{bmatrix}},} {\displaystyle \mu ={\begin{bmatrix}5\\4\\2\end{bmatrix}}}
{\displaystyle \alpha ={\frac {68}{5}}}
{\displaystyle \beta ={\frac {13}{5}}}
{\displaystyle \gamma ={\frac {3}{5}}}
{\displaystyle \sigma ^{2}(x)=9x_{1}^{2}+2x_{2}^{2}+4x_{3}^{2}+6x_{1}x_{2}+2x_{1}x_{3}+4x_{2}x_{3}}
Prosta krytyczna: {\displaystyle 10x_{1}+2x_{2}=0} lub inaczej: {\displaystyle x(E)={\frac {1}{7}}[2-E,5E-10,15-4E]}
Pocisk Markowitza: {\displaystyle \sigma ^{2}(E)=\sigma ^{2}(x(E))={\frac {1}{7}}(3E^{2}-26E+68)}
Obraz boku {\displaystyle {\overline {e_{1}e_{2}}}{:}} {\displaystyle \sigma ^{2}(E)=5E^{2}-38E+74}
Obraz boku {\displaystyle {\overline {e_{2}e_{3}}}{:}} {\displaystyle \sigma ^{2}(E)={\frac {1}{2}}E^{2}-4E+10}
Obraz boku {\displaystyle {\overline {e_{1}e_{3}}}{:}} {\displaystyle \sigma ^{2}(E)={\frac {11}{9}}E^{2}-{\frac {62}{9}}E+{\frac {116}{9}}}

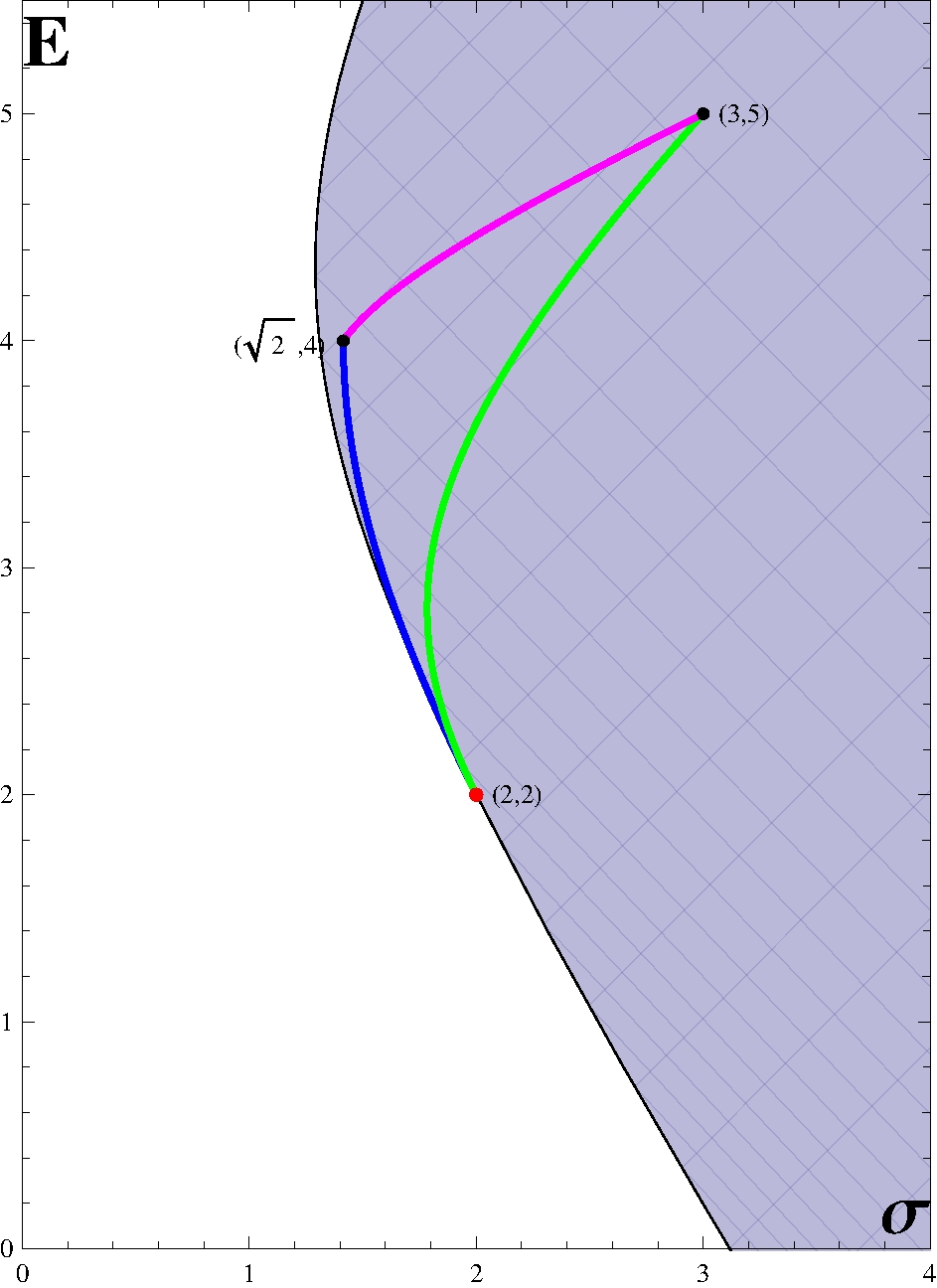

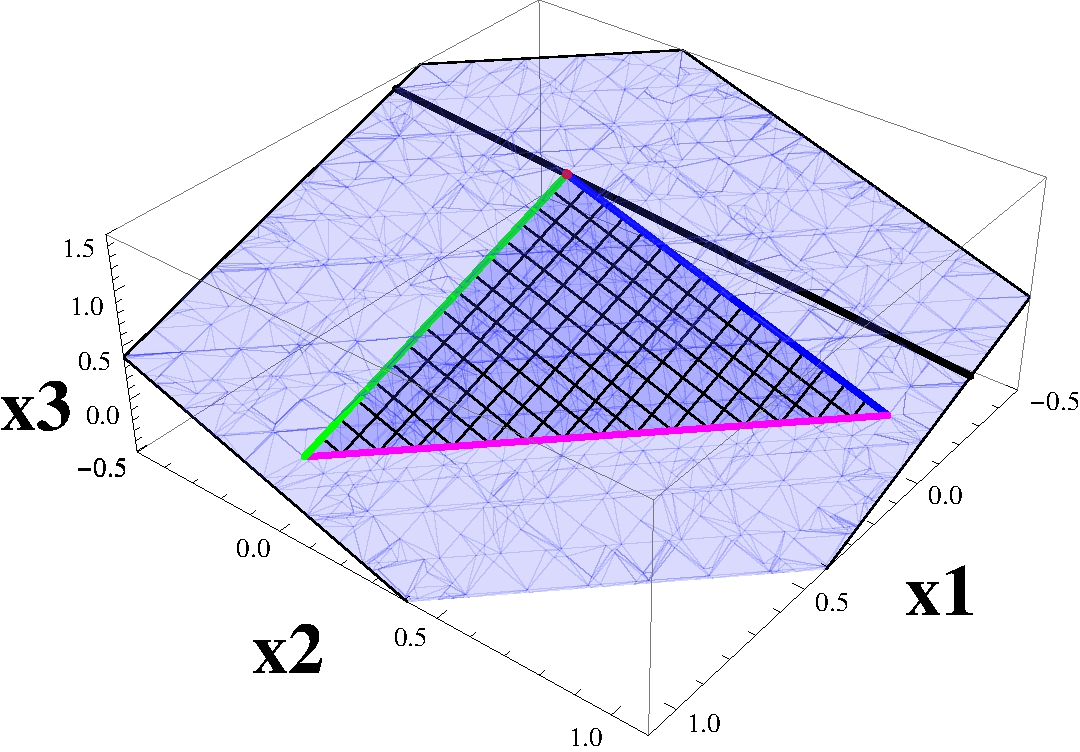

Prosta ta i jej obraz w zadanym przekształceniu zostały naniesione (na czarno) na rysunki zbioru portfeli dopuszczalnych oraz ich obrazu w tym przekształceniu; punkt wspólny prostej krytycznej oraz sympleksu, jak i ich obrazy w przekształceniu, zostały zaznaczone kolorem czerwonym. Boki sympleksu i ich obrazy w przekształceniu zostały zaznaczone kolejnymi kolorami. Na płaszczyźnie {\displaystyle \mathbb {R} (\sigma ,E)} pocisk Markowitza (czyli czarna hiperbola) tworzy granicę minimalną.